# Aliuska López
Aliuska Yanira López Pedroso, kubansko-španska atletinja, * 29. avgust 1969, Havana, Kuba.
Od leta 2004 je nastopala za Španijo. Nastopila je na poletnih olimpijskih igrah v letih 1992, 1996, 2000 in 2004, osvojila je peto in šesto mesto v teku na 100 m z ovirami. Na svetovnih dvoranskih prvenstvih je osvojila naslov prvakinje v teku na 60 m z ovirami leta 1995 in bronasto medaljo leta 1991, na panameriških igrah pa tri zlate in bronasto medaljo v teku na 100 m z ovirami ter bronasto medaljo v štafeti 4x100 m. 